# NX Zero
NX Zero (pronunciado "eni shis zero", comúnmente abreviado a NX o NX0) es un banda brasileña de rock formada en 2001. La banda es originaria de São Paulo, Brasil y está constituida por Di Ferrero (vocalista), Gee Rocha (guitarrista), Fi Ricardo (guitarrista), Caco Grandino (bajista) y Daniel Weksler (batería).
La banda lanzó su álbum debut para el registro Urubuz Records titulado Diálogo? en el año 2004. Después de esto la banda firmó un contrato con Universal Music y lanzaron seis álbumes más: NX Zero en 2006, Agora en 2008 y Sete Chaves en 2009, Projeto Paralelo en 2010, Multishow ao Vivo: NX Zero 10 Anos en 2011 y Em Comum en 2012. Su álbum más reciente se titula Norte, lanzado en 2015 a través de Deckdisc.. 

## Estilo musical
En sus comienzos, su sonido era un Hardcore Melódico evidenciado en el disco Diálogo?. Más tarde, con su segundo disco NX Zero y con la firma del contrato con la discográfica Universal/Arsenal Records, su sonido pasó a ser más Pop-Punk.En su tercer disco Agora predominó el Pop-Rock. En su disco Sete Chaves tomaron influencias del Pop-Punk y del Emocore. Recientemente en su disco Projeto Paralelo mezclan el rock con el hip hop interpretado por diversos rappers invitados. Como su mismo nombre lo dice, el disco es un proyecto paralelo y los integrantes han declarado que no cambiarán al género expresado en el disco.
La banda desde que ganó fama en Brasil, ha sido catalogada como "Emocore", etiqueta que han rechazado los miembros en diferentes oportunidades. A pesar de que siguen influencias de los géneros mencionados anteriormente, la banda y sus fanes consideran que no tocan un género en específico, sólo "Hacen lo que hacen, a su manera".
==
La banda se quedó con cuatro integrantes oficiales por casi un año. En ese tiempo, Gee continuó siendo el “bajista” pero no le gustaba tocar el bajo y mientras no conseguían un bajista para la banda, en algunos conciertos (banda Dossiê ) asumía el puesto de bajo y Gee el de guitarra. En junio de 2005, Conrado Grandino (que en esa época tocaba en una banda llamada Rancore) hizo el primer show como bajista de NX Zero y Gee se convirtió en el guitarrista de la banda. Desde entonces, la banda sigue con la formación actual: Diego Ferrero (Vocalista), Gee Rocha (Guitarrista), Fi Ricardo (Guitarrista), Daniel Weksler (Baterista) y Conrado Grandino (Bajista). 
• Trayectoria y asención:
La primera vez que la banda llenó un show fue en Hangar 110, en el día del cumpleaños de Gee en  3 de septiembre de 2005.
La banda se destacó en São Paulo, debido a la gran escena underground existente, donde bandas como Hateen, Sugar Kane, etc tocaban y desde entonces comenzó a crecer, asumiendo en 2006 las primeras posiciones en las radios de Brasil.  
Con el videoclip de " Apenas um Olhar " - video casero grabado por la propia banda, NX Zero fue la primera banda independiente en conseguir alcanzar la primera posición del extinto programa de música "Disk MTV". Después de este hecho, Rick Bonadio asistió a un show de la banda en Hangar 110 y una semana después NX Zero cerró contrato con Universal/Arsenal Music, la misma disquera de las bandas CPM 22 y Hateen. La primera gran presentación de la banda fue al lado CPM 22 en el Mix Festival de 2006, evento que tuvo un público estimado en 10 mil personas.

• El comienzo de una nueva era:
El primer sencillo “ Além de mim “ del nuevo CD homónimo, NX Zero, ya con la grabadora Arsenal Music causó un enorme suceso y la banda consiguió prestigio nacional. 
A partir de eso la banda explotó en Brasil entero y pasó a crecer infinitamente, atrayendo cada vez más fanes. 
El primer gran premio que la banda recibió fue el Premio Multishow de Música Brasileña 2007 en la categoría “Revelación”, Durante ese año, NX Zero hizo una participación con Armandinho en el "Especial MTV Estudio Coca Cola". El segundo sencillo del álbum NX Zero fue Razões e Emoções, que fue el sencillo de mayor éxito de la banda hasta entonces, tanto en las radios como en la TV Ellos también vencieron el Video Music Brasil 2007 en las categorías "Hit del Año” con la canción Razões e Emoções y "Artista del año”. Casi nadie sabe pero ellos lanzaron un clip de la canción “Mais e Mais” retirado del DVD “MTV Al vivo 5 Bancas de Rock”, siendo así el primer videoclip al vivo de la banda pero que terminó no siendo sencillo.
La banda lanzó su tercer sencillo del álbum NX Zero, la canción" Pela Última Vez" y el clip tuvo la participación de varios fanes. También fue lanzada en Brasil la nueva versión de la canción de Nelly Furtado, llamada " All Good Things " que contó con la participación de Di Ferrero en la voz. En marzo de 2008, NX Zero grabó su primer DVD llamado 62 Mil Horas Até Aqui, el nombre representa el tiempo de existencia de la banda, que en ese tiempo era 8 años.
Este DVD fue grabado en el estudio con performances al vivo de la banda, además de registros históricos, inclusivo la historia de la banda contada por los integrantes, 17 canciones y fotos exclusivas.
• Agora
En julio de 2008 , la banda lanzó el álbum Agora que es el segundo CD de NX Zero con una grabadora grande y tuvo como primer sencillo la canción "Cedo ou Tarde" que rápidamente alcanzó el primer lugar en todo lugar. La melodía de la canción además de los instrumentos normales, también incluye piano y violín y el clip de la canción tuvo la participación de una orquesta. Esta canción fue hecha en homenaje al padre de Gee.
Además de un CD musicalmente más amplio, el álbum Agora contiene varias participaciones, en las siguientes canciones:
• Números 4 (Bem ou Mal) y 5 ( Além das Palavras) tuvieron la participación del rapero Túlio Dek
• En el número  8 ( O Destino ) hay un coro 
• La canción (Silêncio), número 6 del CD, fue escrita por dos integrantes de la banda Fresno: Lucas y Tavares. 
• 2008: Año de Premios:
NX Zero ganó todos los premios en 2008. El vocalista de la banda, Di Ferrero, fue el primer brasileño en recibir el premio slime en la fiesta de premiación del canal de cable Nickelodeon y la banda venció las tres categorías en las cuales fue indicada en el premio más popular de música brasileña, el Video Music Brasil, llevando a casa los premios de " Hit del Año ", " Clip del Año " y " Artista del Año ", además de haber llevado los premios de  " Grupo del Año " y "Mejor cantante " en el Premio Multishow de Música Brasileña y de ganar también como “Mejor grupo” en los mejores del año de 2008, de la red Globo.
El segundo sencillo del álbum Agora escogido fue " Daqui pra Frente " que además del clip normal, tuvo 1 mini- clips más que juntos cuentan una historia. En 2008, esta canción fue tema de apertura de la telenovela brasileña Malhação con la canción “Bem ou Mal", que no llegó a ser sencillo.
El tercer sencillo escogido fue la canción " Cartas pra você " que tuvo una repercusión grande debido al clip lleno de efectos especiales. Además de eso, la canción también estuvo en la banda sonora de la novela “ Malhação “.
Las grabaciones fueron en un estudio en São Paulo, el video comienza con Di Ferrero colocando fuego a una carta que tiene en las manos, que termina esparciéndose por todo el escenario donde la banda comienza a tocar, en medio de las llamas. O clipe foi dirigido por Paulo Caruso. 
En 2009, la banda ganó los premios de “Mejor CD” con el álbum Agora en el Premio Multishow de Música Brasileña y “Hit del Año " con la canción  “ Cartas pra Você “ por 3º año consecutivo en elVideo Music Brasil ( VMB ). NX Zero fue indicado al Grammy Latino,  esta vez concurriendo en la categoría Mejor Álbum de Rock Brasileño con el disco Agora, al lado de grandes nombres de la música brasileña como Erasmo Carlos (Rock ’N’ Roll), Titãs (Sacos Plásticos), Cachorro Grande (Cinema) e Zé Ramalho (Ta tudo mudando). 
El álbum Agora recibió el estatus del Disco de Platino en octubre de 2009.
Solo por curiosidad, el CD NX Zero y el DVD 62 Mil Horas Até Aqui también poseen el de Disco de Platino. 
• Sete Chaves
Durante el mes de septiembre de 2009 comenzaron las grabaciones del nuevo CD de la banda, titulado Sete Chaves, el lanzamiento del disco fue en el 20 de octubre de 2009.
El primer sencillo y videoclip es “Espero a minha vez “ y las canciones más destacadas son: Só Rezo, Insubstituível,  Confidencial y Espero a Minha Vez.
El lanzamiento oficial del sencillo “Espero a Minha Vez “ fue el día 7 de septiembre y en ese mismo día ja alcanzó el primer lugar en las radios de São Paulo, Ribeirão Preto, Campinas, Río de Janeiro, Porto Alegre e Brasília. 
- Curiosamente, la última canción que había batido el récord de ejecuciones en radios de pop rock nacional también es de NX Zero: la canción Cedo ou Tarde, de 2008.

Con 1 semana de lanzamiento, el CD Sete Chaves de NX Zero es el más vendido en Brasil.
En octubre, Coca-Cola lanzó un comercial que tuvo la participación de Diego Ferrero, Pitty y MV Bill en los vocales para hacer el HIT “ Abra a felicidade “. 
El 5 de noviembre de 2009, NX Zero llevó para la casa un premio más, esta vez, la banda ganó el mayor premio de música de América Latina, el Grammy Latino, en la categoría Mejor Álbum de Rock con el disco Agora, El segundo sencillo del disco corresponde a “Só Rezo”, cuyo videoclip fue dirigido y creado por el guitarrista Gee Rocha. Él también dirigió el clip de la banda brasileña underground,  “Tudo Outra Vez” de Glória.
• Internacionalización
A partir del 2008, un gran número de fanes en Latinoamérica comenzó a nacer, especialmente después del programa Boombox en Estudio con NX Zero, que fue transmitido en Brasil y Latinoamérica y en donde tocaron versiones en español de sus temas. 
La banda ha tocado en varias ocasiones su música en español y ha apoyado la divulgación internacional de su música.
Han anunciado que están grabando en el estudio dichas versiones, e incluso tomaron clases de español, pero aún no está confirmado el lanzamiento de estas canciones.

## Miembros

### Miembros actuales
- Daniel Weksler: batería (2001-presente)
- Fi Ricardo: guitarra (2003-presente)
- Gee Rocha: bajo (2003-2006), segunda voz (2003-presente), guitarra (2006-presente)
- Di Ferrero: voz (2004-presente)
- Caco Grandino: bajo (2006 - presente)

### Miembros anteriores
- Phillip Peep: voz y bajo (2001 - 2003)
- Yuri Nishida: guitarra (2001 - 2004) y voz (2003 - 2004)

## Discografía

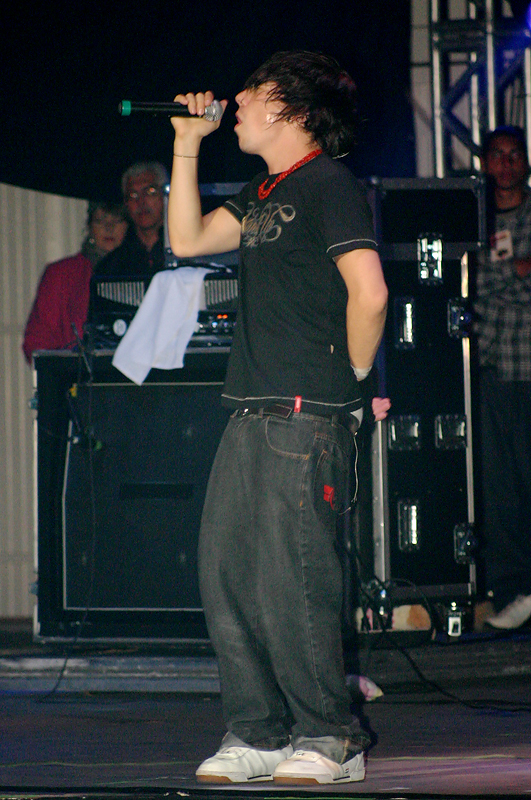
Di Ferrero, vocalista de la banda en un directo.

### Álbumes de estudio
- (2004) Diálogo?
- (2006) NX Zero
- (2008) Agora
- (2009) Sete Chaves
- (2012) Em Comum
- (2015) Norte

### Álbumes en vivo
- (2007) MTV ao Vivo: 5 Bandas de Rock
- (2011) Multishow ao Vivo: NX Zero 10 Anos
- (2017) Norte - Ao Vivo
- (2024) Tour Cedo ou Tarde - Ao Vivo

### Álbumes de remezclas
- (2010) Projeto Paralelo

### EPs
- (2014) Estamos no Começo de Algo Muito Bom, Não Precisa Ter Nome Não

### Álbumes de vídeo
- (2007) MTV ao Vivo: 5 Bandas de Rock
- (2008) 62 Mil Horas Até Aqui
- (2010) Sete Chaves
- (2011) Projeto Paralelo
- (2011) Multishow ao Vivo: NX Zero 10 Anos
- (2017) Norte - Ao Vivo
- (2024) Tour Cedo ou Tarde - Ao Vivo

### Sencillos
| Año  | Canción              | Brasil Hot 100 | Álbum                              |
| ---- | -------------------- | -------------- | ---------------------------------- |
| 2004 | "Tarde Demais"       | 97             | Diálogo?                           |
| 2004 | "Apenas Um Olhar"    | 88             | Diálogo?                           |
| 2006 | "Além de Mim"        | 7              | NX Zero                            |
| 2007 | "Razões e Emoções"   | 1              | NX Zero                            |
| 2007 | "Pela Última Vez"    | 1              | NX Zero                            |
| 2008 | "Cedo ou Tarde"      | 1              | Agora                              |
| 2008 | "Daqui pra Frente"   | 1              | Agora                              |
| 2008 | "Bem ou Mal"         | 68             | Agora                              |
| 2009 | "Cartas pra Você"    | 3              | Agora                              |
| 2009 | "Espero a Minha Vez" | 1              | Sete Chaves                        |
| 2010 | "Só Rezo"            | 1              | Sete Chaves                        |
| 2010 | "Onde Estiver"       | 4              | Projeto Paralelo                   |
| 2011 | "Não é Normal"       | 1              | Multishow ao Vivo: NX Zero 10 Anos |
| 2012 | "Maré"               | 8              | Em Comum                           |

## Premios
| Año  | Entrega                               | Premios                              |
| ---- | ------------------------------------- | ------------------------------------ |
| 2007 | Prêmio Multishow de Música Brasileira | Artista Revelación                   |
| 2007 | Mtv Video Music Brasil                | Artista del Año                      |
| 2007 | Mtv Video Music Brasil                | Canción del Año: "Razões e Emoções"  |
| 2008 | Meus Prêmios Nick                     | Premio Slime                         |
| 2008 | Prêmio Multishow de Música Brasileira | Mejor Cantante Masculino: Di Ferrero |
| 2008 | Prêmio Multishow de Música Brasileira | Mejor Grupo                          |
| 2008 | Mtv Video Music Brasil                | Artista del Año                      |
| 2008 | Mtv Video Music Brasil                | Canción del Año: "Pela Última Vez"   |
| 2008 | Mtv Video Music Brasil                | Video del Año: "Pela Última Vez"     |
| 2009 | Prêmio Multishow de Música Brasileira | Mejor CD: Agora                      |
| 2009 | Meus Prêmios Nick                     | Banda Favorita                       |
| 2009 | Meus Prêmios Nick                     | Canción del Año: "Cartas pra Você"   |
| 2009 | Meus Prêmios Nick                     | MPN 10 Años: Slime                   |
| 2009 | Mtv Video Music Brasil                | Mejor Canción: "Cartas pra Você"     |
| 2009 | Latin Grammy                          | Mejor Álbum: "Agora"                 |

## Otros
- La banda tiene siete sencillos N.º 1 en Brasil. NX Zero también ha hecho historia en el Hot 100 Brasil por tener cuatro sencillos número uno consecutivos.

- Actualmente no tienen ninguna promoción en otros países fuera de Sudamérica pero grabaron un especial llamado Boombox en el canal Boomerang, este se puede ver en varios países de América y dentro de su programación se pueden ver los videos de Pela Última Vez y "Cedo ou Tarde".

- Cuentan con Club de Fanes en Chile, Argentina, México, Venezuela, España, Rusia, Japón, Estados Unidos, Alemania, entre otros.

- En la transmisión brasileña, del programa mexicano Skimo de Nickelodeon, interpretan el tema principal.

- Aparece en un capítulo de la serie, también brasileña, Julie y los Fantasmas interpretándose a ellos mismos